# Sungai Simpangkiri
Sungai Simpangkiri  är ett vattendrag i Indonesien.   Det ligger i provinsen Riau, i den västra delen av landet, 800 km nordväst om huvudstaden Jakarta.